# Сыдык Ибраим Х. Мырзы
Сыдык Ибраим Х. Мырзы (рум. Sîdîk Ibrahim H. Mîrzî; 1909, Констанца, Королевство Румыния — 1959, Констанца, Социалистическая Республика Румыния) — крымскотатарский духовный лидер, имам, муфтий Румынии и борец за права татар в Румынии.

## Биография
Родился в 1909 году в татарской деревне, расположенной к западу от Мангалии.
Служил муфтием жудеца Констанца с 1943 по 1945 год. Его предшественником был Курт-Амет Мустафа, а его преемником — Решит Сеит-Вели.
В 1945 году был арестован и подвергся расследованию по обвинению в поездке в Крым по заданию гестапо для содействия отделению Крыма от СССР, участии в создании крымскотатарского коллаборационистского правительства, нацеленного на максимальную дискредитацию СССР и советской армии и оказании помощи немцам в вербовке крымских татар.
Умер в 1959 году в тюрьме города Питешти. Был похоронен на мусульманском центральном кладбище в Констанце.